# Ferdinand Porsche Fern-Fachhochschule
Die Ferdinand Porsche FERNFH ist eine bundesfinanzierte Fern-Fachhochschule in Österreich. Sie wurde 2006 gegründet und bietet Fernstudiengänge (Bachelor, Master) sowie Weiterbildungslehrgänge an. Die FERNFH wurde im Juli 2018 von der Agentur für Qualitätssicherung und Akkreditierung Austria nach internationalen Standards als Fachhochschule anerkannt. Eigentümerinnen sind die FERNFH Management & Service GmbH (74 %) sowie das Land Niederösterreich (26 %).

## Geschichte
Die Kooperation der österreichischen Bildungseinrichtungen Humboldt Bildungsgesellschaft und der Fachhochschule Wiener Neustadt führte 2006 zur Gründung der ersten österreichischen Fern-Fachhochschule. Im Frühjahr 2015 übernahm zunächst die FH Wiener Neustadt hundert Prozent der Ferdinand Porsche FERNFH. 2016 gründete Werner Jungwirth (Mitbegründer der FERNFH) die FERNFH Management & Service GmbH und erwarb hundert Prozent der Ferdinand Porsche FERNFH.
2007 eröffnete der Lehrbetrieb mit dem Bachelorstudiengang „Wirtschaftsinformatik“, zwei Jahre später entstand der weiterführende Masterstudiengang. Im selben Jahr ergänzte die FERNFH ihr Studienangebot mit dem Bachelorstudium „Betriebswirtschaft & Wirtschaftspsychologie“.
Nachdem die FERNFH 2018 Platz 3 beim Fachhochschulranking des Industriemagazins erreicht hatte, landete sie 2019 auf dem ersten Platz. Das Ranking zeige die Bedeutung des Technologiewandels im tertiären Bildungssektor. Im aktuellen, im März 2021 veröffentlichten Durchgang dieses rein befragungsbasierten (auf subjektiven Indikatoren beruhenden) Rankings liegt sie allerdings nur auf Platz 8 (von 18).
2020 entstand eine Kooperation mit der spusu Akademie des Mobilfunkanbieters spusu.

## Studienangebot und Weiterbildung
Das Studienangebot der Ferdinand Porsche FERNFH umfasst Fernstudiengänge mit Bachelor- und Master-Abschluss und Weiterbildungen. Alle Studienprogramme sind in das European Credit Transfer System (ECTS) eingebettet.
Bachelorstudiengänge
- Aging Services Management
- Betriebswirtschaft und Wirtschaftspsychologie
- Wirtschaftsinformatik

Masterstudiengänge
- Betriebswirtschaft und Wirtschaftspsychologie
- Informationstechnologie
- Digitales Gesundheitsmanagement

Zertifikatslehrgänge
- Empathic Design & Innovation
- Marketing Essentials

Master-Lehrgänge
- Sales Management | MBA

Micro-Credentials: Seit dem Wintersemester 2022/23 bietet die FERNFH eine Reihe von Micro-Credentials an.

## Studienorganisation
Die Studiengänge der Ferdinand Porsche FERNFH sind als Fernstudium mit wenigen Präsenztagen konzipiert. Um den Studierenden ein orts- und zeitunabhängiges Studium zu ermöglichen, setzt die FERNFH auf Distance Learning. Dreh- und Angelpunkt des Studiums ist der Online Campus. In den Lehrveranstaltungen stehen umfangreicher Videocontent, Übungen, Podcasts, diverse Lernmaterialien, Selbstkontrolltests und Foren zum Austausch mit Studienkolleginnen und -kollegen sowie Lehrenden zur Verfügung.
Der Großteil des Studiums wird via Online Campus absolviert, ergänzt werden die selbstbestimmten Fernstudienphasen mit Präsenzveranstaltungen. Letztere finden an sechs Tagen pro Semester am Campus in Wiener Neustadt statt.
Ziele, Inhalte und Aufbau des Studiums sind auf die Bedürfnisse von Menschen zugeschnitten, die kein klassisches Präsenz-Studium absolvieren können oder möchten, z. B. Berufstätige, Personen mit Betreuungspflichten (Kinder, pflegebedürftige Angehörige) oder Menschen, die weit entfernt von Hochschulen wohnen.

## Forschung und Lehre
Die Ferdinand Porsche FERNFH betreibt nach eigenen Angaben anwendungsorientierte Forschung. Den übergreifenden Forschungsschwerpunkt stelle die Digitalisierung und Virtualisierung der Gesellschaft in allen ihren spezifischen Gesichtspunkten dar. Konkrete Forschungsbereiche sind u. a. Dynamiken des virtuellen Arbeitens und Lernens in Organisationen und Märkten, Informationssysteme, -management und -sicherheit sowie Neue Technologien zur Förderung von Gesundheit und Lebensqualität im Alter und Anwendungen digitaler Hilfsmittel im Bildungs- und Gesundheitsbereich. Im Rahmen von Bachelor- und Masterarbeiten können sich Studierende an aktuellen Forschungsprogrammen beteiligen.